# Icatu (ort)
Icatu är en ort i Brasilien.   Den ligger i kommunen Icatu och delstaten Maranhão, i den nordöstra delen av landet, 1 500 km norr om huvudstaden Brasília. Icatu ligger 8 meter över havet och antalet invånare är 3 648.
Terrängen runt Icatu är platt. Havet är nära Icatu åt nordväst. Närmaste större samhälle är Morros, 10,3 km söder om Icatu.
I omgivningarna runt Icatu växer i huvudsak städsegrön lövskog. Runt Icatu är det ganska glesbefolkat, med 42 invånare per kvadratkilometer.